# Davos Wiesen
Davos Wiesen (do roku 2008 Wiesen, rétorománsky Tain) je bývalá samostatná obec ve švýcarském kantonu Graubünden. Žije zde  obyvatel.
Od 1. ledna 2009 je Wiesen součástí obce Davos.

## Geografie
Wiesen leží mezi Tiefencastelem a Davosem vysoko nad řekou Landwasser, na jihovýchodním svahu hory Aroser Rothorn, na chráněném a slunném místě. Obec se nachází v přírodním parku Parc Ela.

## Historie

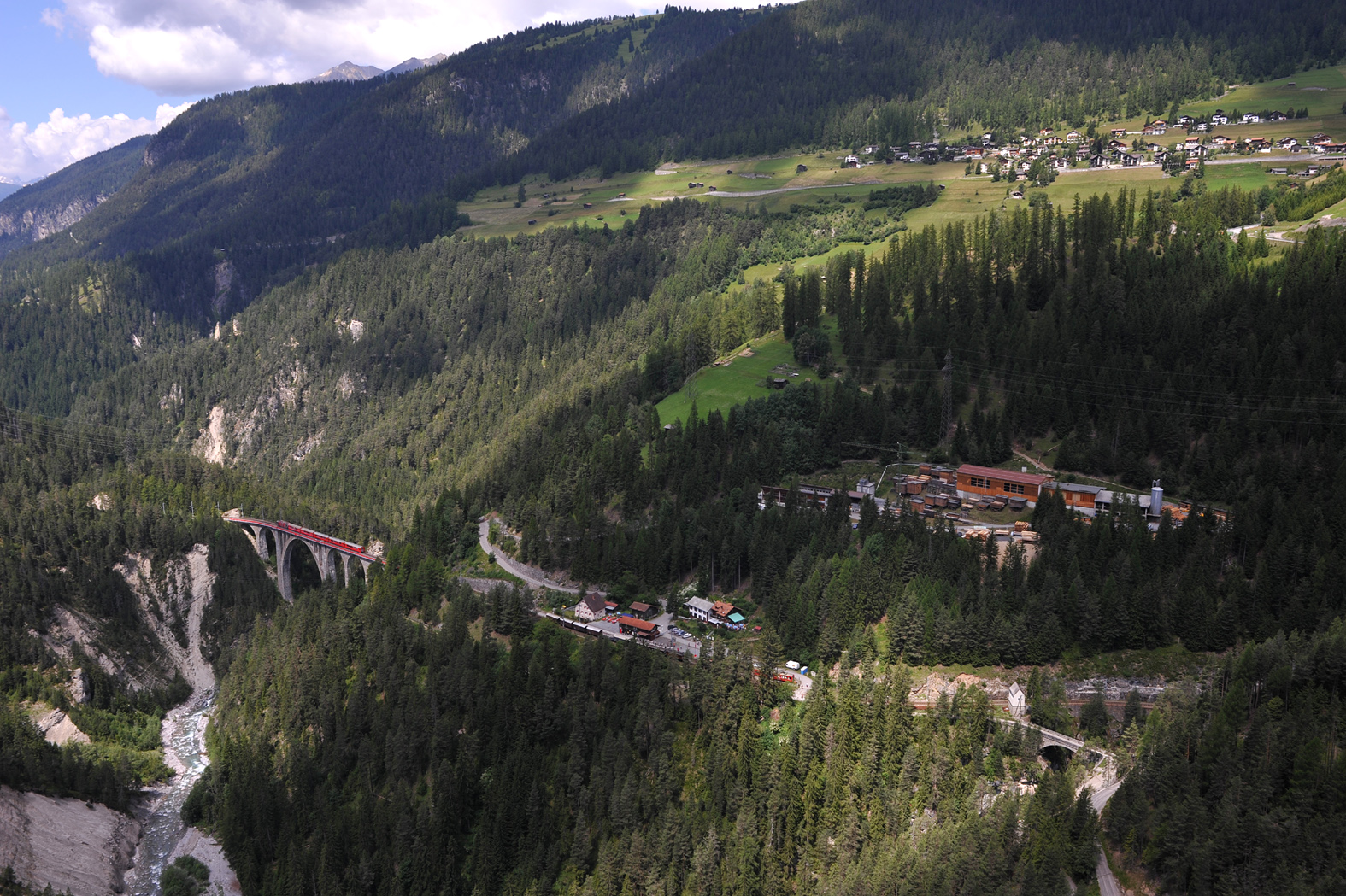
Celkový pohled na Wiesen a soutěsku Landwasseru (dole)

Ve 13. století se v této oblasti, která byla jen sporadicky osídlena Romány, usadili Walserové. Postupně zde vznikla vesnice s několika centry osídlení. Dnes je lokalita Wiesner Alp považována za jednu z nejvýznamnějších alpských oblastí kantonu.
Panství Belfort (od roku 1436 součástí tzv. Zehngerichtenbundu, Ligy deseti dvorů) připadlo v roce 1477 Rakousku prostřednictvím rodů Toggenburg, Montfort a Matsch, jejichž práva vykoupili obyvatelé Wiesenu v roce 1652.
V 16. století se obec připojila k reformaci. Dlouho přetrvávalo napětí se sousedními obcemi Schmitten a Alvaneu, které zůstaly katolické. Od roku 1613 do roku 1851 byl Wiesen jednou ze tří sousedních obcí vnitrobelfortského polosoudu, který tvořil vlastní nižší soud se svobodnou volbou amnestií. Od roku 1851 patřil Wiesen do tehdy nově vzniklého okresu Bergün.
V roce 1909 byla obec připojena k železniční trati Davos–Filisur Rhétské dráhy, což si vyžádalo výstavbu Wiesenského viaduktu.
V Davosu nějakou dobu žil německý malíř Ernst Ludwig Kirchner, který namaloval několik motivů obce Wiesen, včetně svého posledního velkého díla Most u Wiesenu, které dokončil v roce 1926.
Dne 1. ledna 2009 se obec Wiesen sloučila s obcí Davos poté, co bylo sloučení schváleno v referendu v obou obcích. Sloučením došlo také k přesunu z okresu Albula do okresu Prättigau/Davos.

## Obyvatelstvo

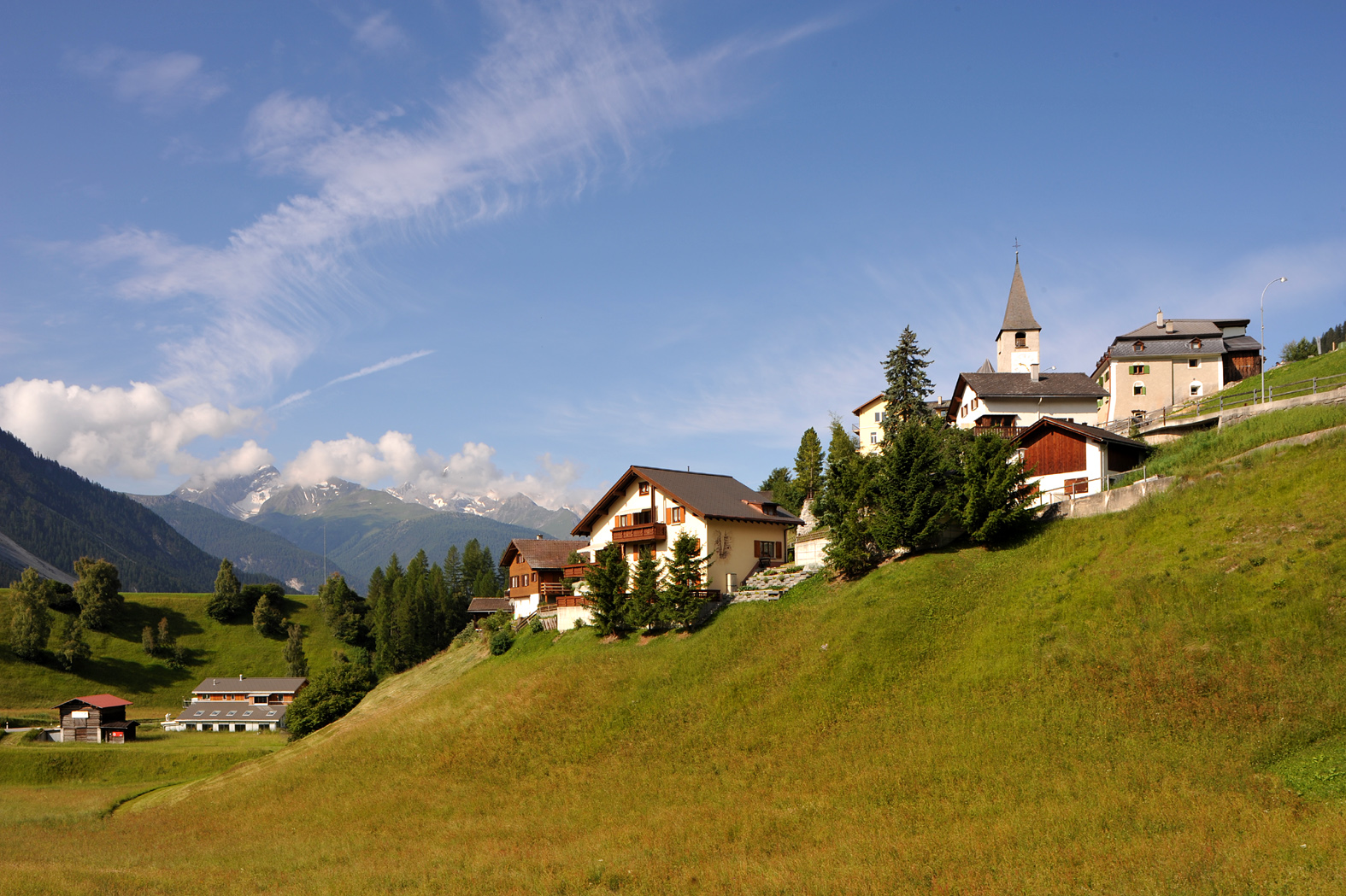
Wiesen

| Rok            | 1803 | 1850 | 1900 | 1950 | 1980 | 1990 | 2000 | 2005 | 2007 |
| Počet obyvatel | 188  | 211  | 183  | 240  | 225  | 302  | 301  | 347  | 364  |

### Jazyky
Navzdory vlivu sousedních obcí, ve kterých se mluví dosud rétorománsky, se ve Wiesenu mluví německy již od středověku, protože obyvatelé Davosu jsou potomci walserských přistěhovalců. Jazykovou situaci v posledních desetiletích ukazuje následující tabulka:
| Jazyky ve Wiesenu |                   |                   |                   |                   |                   |                   |
| Jazyk             | Sčítání lidu 1980 | Sčítání lidu 1980 | Sčítání lidu 1990 | Sčítání lidu 1990 | Sčítání lidu 2000 | Sčítání lidu 2000 |
| Jazyk             | Počet             | Podíl             | Počet             | Podíl             | Počet             | Podíl             |
| Němčina           | 213               | 94,67 %           | 290               | 96,03 %           | 292               | 97,01 %           |
| Rétorománština    | 7                 | 3,11 %            | 5                 | 1,66 %            | 5                 | 1,66 %            |
| Italština         | 1                 | 0,44 %            | 1                 | 0,33 %            | 0                 | 0,00 %            |
| Počet obyvatel    | 225               | 100 %             | 302               | 100 %             | 301               | 100 %             |

## Doprava

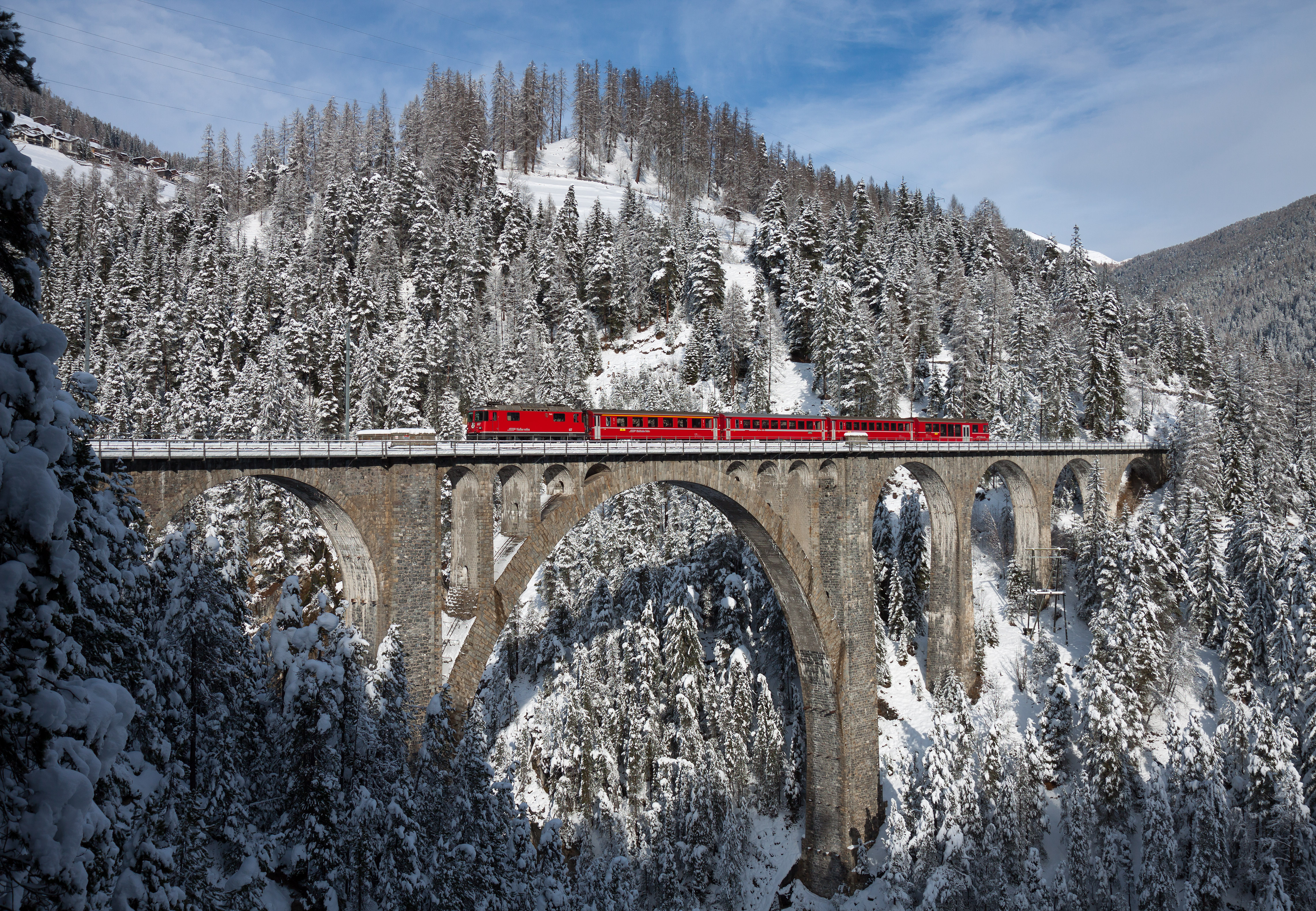
Wiesenský viadukt

Wiesen leží na železniční trati Davos–Filisur, vedoucí údolím Landwasseru. Trať provozuje Rhétská dráha. V obci se nachází stejnojmenná vlaková stanice.
Obcí prochází regionální silnice č. 417, spojující Davos a Alvaneu.